# ABN AMRO
ABN AMRO è un istituto di credito olandese con sede ad Amsterdam. È la terza banca più grande dei Paesi Bassi ed è stata ristabilita nella sua forma attuale nel 2009, in seguito all'acquisizione e allo scioglimento dell'originale ABN AMRO da parte di un consorzio bancario composto da Royal Bank of Scotland, Santander e Fortis. In seguito al crollo di Fortis, che ha acquisito l'attività olandese, è stata nazionalizzata dal governo olandese insieme a Fortis Bank Nederland. È stata rimessa in vendita come società per azioni nel 2015.

## Storia
L'azienda era il risultato dell'unione della Algemene Bank Nederland (ABN) e della Amsterdamsche-Rotterdamsche Bank (AMRO). Tutti i riferimenti scritti alla banca devono citare sempre la dicitura ABN AMRO in lettere maiuscolo, essendo un acronimo e non un nome proprio.
La storia della banca risale al 1824, data di fondazione della Nederlandsche Handel-Maatschappij (Società Olandese per il Commercio) ad opera del re Guglielmo I come compagnia commerciale dedicata ai traffici con le Indie Olandesi. Nel 1964 la NHM si fuse con la Twentsche Bank per costituire la Algemene Bank Nederland - ABN ("Banca generale dei Paesi Bassi").
AMRO è invece la sigla di Amsterdamsche Bank e Rotterdamsche Bank, due banche che portavano i nomi delle due maggiori città del paese.
Sempre nel 1964, infatti, la Amsterdamsche Bank, fondata nel 1871, si era fusa con la Rotterdamsche Bank, fondata nel 1873 , per dar vita alla AMRO Bank.
Nel 1991, infine, ABN e AMRO Bank decisero di unirsi per formare la ABN AMRO, la maggior banca del paese.
ABN AMRO Holding N.V. era il nome della holding, ed era quotata nel listino Euronext Amsterdam, al New York Stock Exchange, ed in altri mercati azionari. La sua controllata principale era ABN AMRO N.V.
ABN AMRO era undicesima in Europa e ventesima nel mondo con oltre 3,000 sportelli in più di 60 paesi, un numero di dipendenti pari a 105.000 FTE ed un valore totale di 899.3 miliardi di euro (al 30 settembre 2005).
Il gruppo effettuò diverse acquisizioni in tutto il mondo, fra cui quella della Banca Antonveneta in Italia nel 2005.
In seguito ad un'OPA, nel 2007 il gruppo è stato rilevato da un consorzio di banche internazionali, formato dalla Fortis, dalla Royal Bank of Scotland e dal Banco Santander Central Hispano. L'intenzione era quella di smembrare il gruppo, dividendo fra i membri del consorzio le varie aree operative:
- alla Fortis sarebbero dovute andare le attività in Belgio e Paesi Bassi, per le quali avrebbe conservato il marchio;
- al Santander sarebbero andati il Banco Real (Brasile) e Antonveneta;
- alla RBS sarebbe rimasto il resto, in particolare le altre attività nelle Americhe.

Si trattava della più importante scalata bancaria mai avvenuta.

### La nuova ABN AMRO
Poiché, in seguito alla crisi del 2008 apparve chiaro che la Fortis non era in grado di finanziare la sua parte di operazione, il 3 ottobre 2008, un'azione congiunta dei governi olandese, belga e lussemburghese rilevò il 49% delle attività della Fortis nei rispettivi paesi.
Fra le condizioni del piano di riscatto c'era la vendita da parte di Fortis della ABN AMRO. La Fortis avrebbe dovuto utilizzare i fondi ottenuti dalla vendita della ABN per riscattare le quote cedute ai governi.
Tuttavia i problemi non furono risolti, soprattutto a causa della perdita di interesse dell'ING Groep, che era stato precedentemente interessato alla ABN.
Perciò il governo olandese di Balkenende impose, il 3 ottobre, alla Fortis di vendere allo Stato la totalità delle sue attività nei Paesi Bassi, in particolare ABN AMRO e Fortis Bank Nederland.
Le due banche furono fuse sotto il nome ABN AMRO, per creare una forte banca olandese, che appartiene tuttora allo stato olandese.

## ABN AMRO nel mondo
La banca era presente principalmente in tre mercati chiave: Olanda, Stati Uniti e Brasile.
In Italia, ABN AMRO, dopo un'OPA fallita nel 2005, acquisì nel 2006 Banca Antonveneta (durante lo scandalo Bancopoli). ABN AMRO deteneva da tempo una quota di minoranza dell'istituto padovano, e cooperavano già in alcuni settori come il Private Banking e l'Asset Management.
A seguito dell'acquisizione di ABN AMRO da parte di un consorzio guidato dal Banco Santander, era pianificato che il Gruppo Antonveneta entrasse a far parte del gruppo iberico.
A sorpresa, l'8 novembre del 2007, il Monte dei Paschi di Siena annunciò con una nota di aver raggiunto un accordo con il Banco Santander, per l'acquisto di Banca Antonveneta per 9 miliardi di euro, esclusa la controllata Interbanca che rimarrà di proprietà della banca spagnola.
Negli Stati Uniti, ABN AMRO controllava la LaSalle Bank a Chicago e la LaSalle Bank Midwest a Detroit le quali operano sotto il nome di LaSalle Corporation. LaSalle Midwest era prima conosciuta come Standard Federal, cambiò nome il 12 settembre 2002; LaSalle è stata venduta nel 2007 a Bank of America. ABN AMRO gestiva anche ABN AMRO Mortgage, una delle aziende leader nel campo dei mutui negli Stati Uniti.
Nel primo trimestre 2007, ABN AMRO vende a Citigroup la sua divisione mutui, ABN Amro Mortgage Group (comprende: AAMG, InterFirst e Mortgage.com). Citigroup acquisirà circa asset per 9 miliardi di dollari, oltre ad un portafoglio crediti di circa 224 miliardi usd.
In Brasile, ABN AMRO operava con il nome di Banco Real che aveva completato l'acquisizione di Sudameris, una banca di secondo piano nel mercato brasiliano.
ABN AMRO detiene un importante partnership con Banca Rothschild nella società ABN AMRO Rothschild.

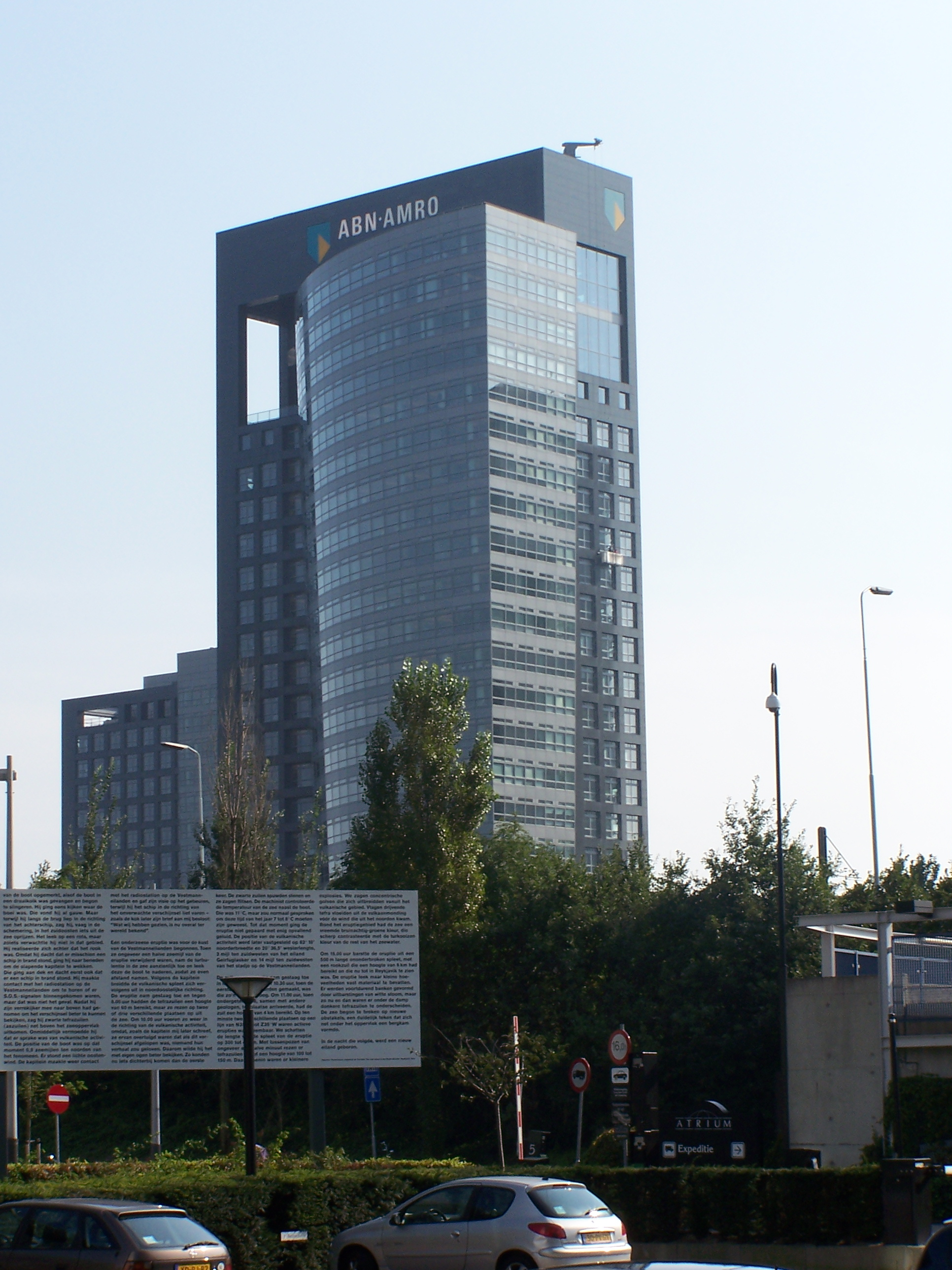
Sede centrale di ABN AMRO ad Amsterdam, nel quartiere dello Zuidas.
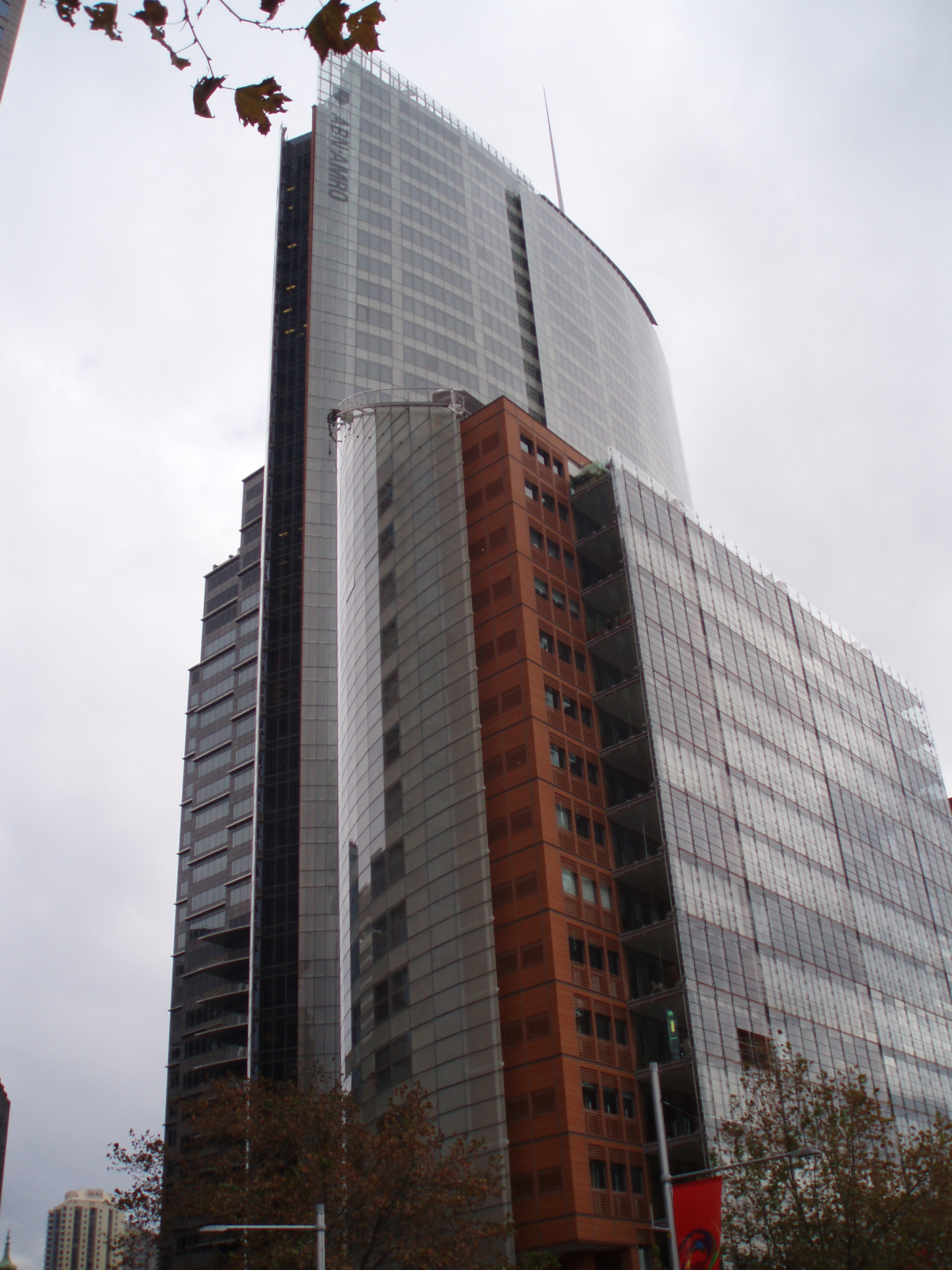
Sede australiana progettata da Renzo Piano a Sydney
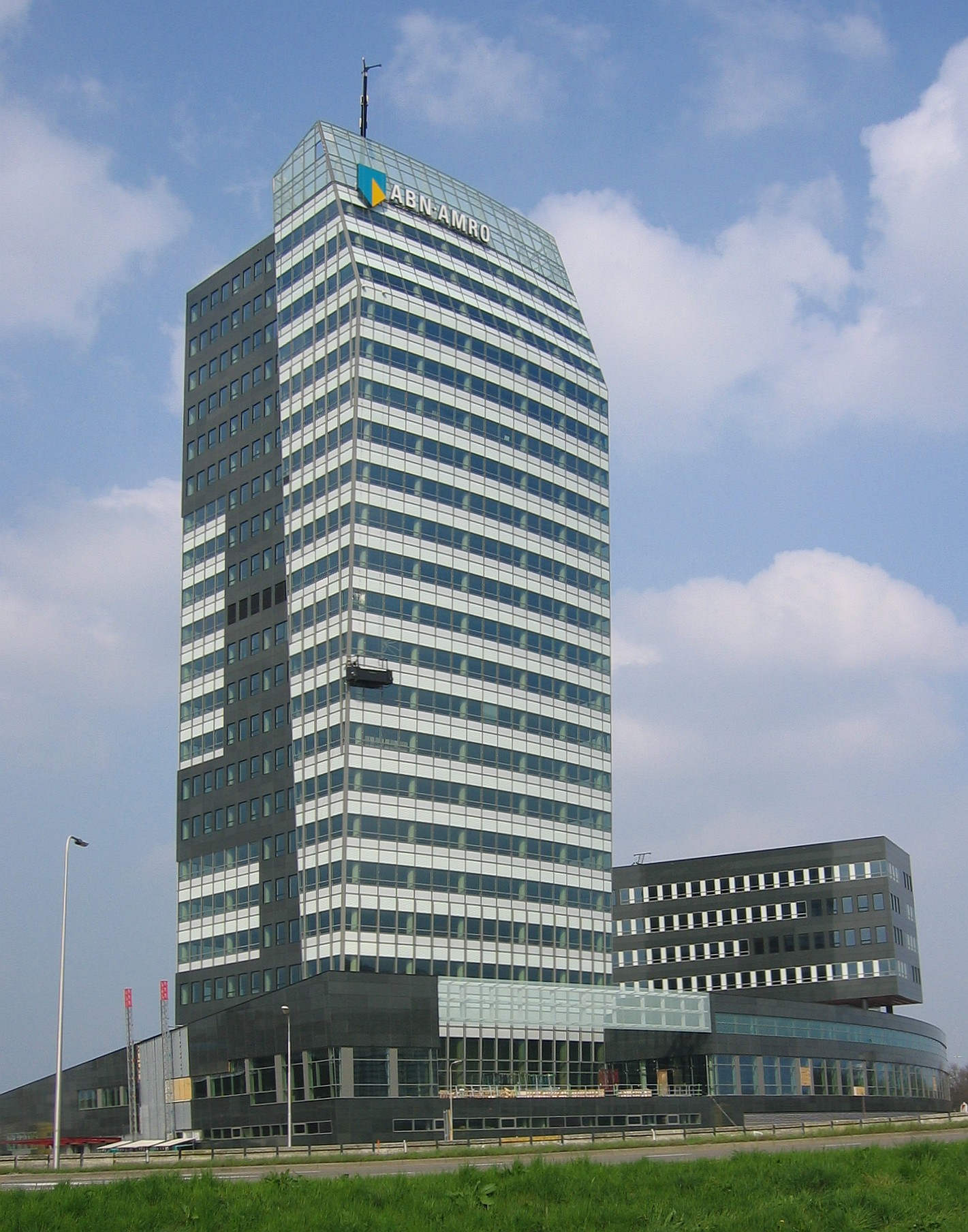
Sede di ABN AMRO a Zwolle

## Sponsorizzazioni sportive
Nel calcio, ABN AMRO è stato dal 1991 al 2008 lo sponsor principale dell'Ajax. Inoltre, dal 2015 è lo sponsor principale della squadra femminile dei "Lancieri", la cui partnership con l'istituto bancario è stata estesa nel 2025 fino al 2028.
Nel tennis, ABN AMRO è ininterrottamente dal 1974 title sponsor del Rotterdam Open.
Nell'hockey su prato, ABN AMRO è dal 2007 lo sponsor principale dell'Euro Hockey League, in cui si fronteggiano le principali squadre maschili e femminili europee di club di tale disciplina sportiva.
Nella vela, l'istituto bancario sponsorizzò due yacht partecipanti alla Volvo Ocean Race nell'edizione 2005-2006, ABN AMRO 1 e ABN AMRO 2; il vincitore della competizione velica in quell'edizione fu ABN AMRO 1.